# Boorama
Boorama es una ciudad situada en el oeste de Somalia, cerca de la frontera con Etiopía. Sus coordenadas geográficas son aproximadamente 9°55′59″N 43°10′54″E / 9.93306, 43.18167.
Se encuentra en la región de Awdal, en el territorio de la autoproclamada pero no reconocida internacionalmente República de Somalilandia. Boorama es el centro comercial de una árida región en la que predomina la ganadería de subsistencia, así como un importante centro educativo en el que se localizan la Universidad de Amoud, la Escuela Secundaria de Amoud y la Escuela Secundaria Al-Aqsa.